# تفنكجي
التُفَنِكجيَّة (بالفارسية: تفنگچی) ومعناها «حملة البنادق» هي أحدى القوى الرئيسيَّة في القوات المُسلَّحة الصفويَّة، تأسست في عهد الشاه إسماعيل الأول وتطورت في عهد الشاه عباس الأكبر. يُعرف القائد بِتسمية «تفنگچي آغاسي». يُجنَّدون من مُختلف البقاع في الديار الصفويَّة ويتم تنسيقهم حسب الموضع الذي قدموا منه، مثلًا لو أتوا من أصفهان تُسمَّى تلك الوحدة «تفنگچية أصفهان» ويُسمَّى قائد كل وحدة بِتسمية «رئيس الألف» كما تألفت كل وحدة من 12,000 عنصرًا.